# Mihajlo Petrović (Pilot)

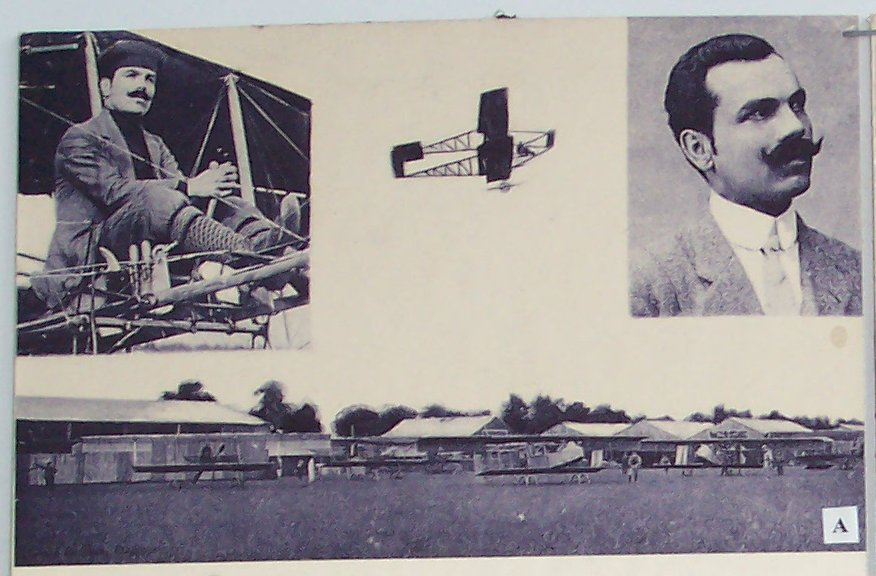
Mihajlo Petrović in Frankreich, 1912

Mihajlo Petrović (* 14. Juni 1884 in Vlakca, Serbien; † 7. März 1913 in Barbalusi, Albanien) war ein serbischer Pilot. Er war der erste serbische Flugzeugführer.
1897 ging er auf die Militärschule in Kragujevac. 1903 wurde er Unteroffizier bei der Artillerie. 1912 meldete er sich zur Ausbildung zum Piloten, die er in Frankreich absolvierte. Er erhielt am 23. Juli 1912 die erste serbische Pilotenlizenz mit der Nummer 1.
Bei einem Übungsflug am 7. März 1913 wurde die Maschine von Petrović über Barbalusi durch Aufwinde so durchgeschüttelt, dass er in 1000 Metern Höhe ohne Fallschirm aus dem Cockpit geschleudert wurde und starb.